# گری ماداین
گری ماداین (انگلیسی: Gary Madine؛ زادهٔ ۲۴ اوت ۱۹۹۰) بازیکن فوتبال اهل بریتانیا است.
از باشگاه‌هایی که در آن بازی کرده‌است می‌توان به باشگاه فوتبال روچدیل، باشگاه فوتبال چسترفیلد، باشگاه فوتبال کاونتری سیتی، باشگاه فوتبال بلکپول، باشگاه فوتبال بولتون واندررز، باشگاه فوتبال شفیلد ونزدی، و باشگاه فوتبال کارلایل یونایتد اشاره کرد.